# Дом П. В. Неклюдова
Дом П. В. Неклюдова («Дом на Бассейной») — памятник истории. Расположен в Санкт-Петербурге, современный адрес дома — Литейный проспект, 36, улица Некрасова, 2.
Здание было построено для П. В. Неклюдова в 1781—1782 годах. С 1790 года владельцем стал купец Н. Н. Басков, в дальнейшем владельцы неоднократно менялись. С 1840 года владельцем был А. С. Норов, с 1857 года — А. А. Краевский, с 1889 года владелицей стала его дочь, О. А. Бильбасова (жена В. А. Бильбасова). В 1859 году к изначально двухэтажному зданию по проекту А. В. Петцольда и А. А. Докушевского был пристроен третий этаж и корпус по современной улице Некрасова.
В 1782 году в доме жил Г. Р. Державин, написавший здесь «Фелицу». Как место, где собирался кружок Ставрогиной, здание упоминается в романе «Бесы» Ф. М. Достоевского. В 1824—1825 годах в доме жила С. М. Салтыкова, в 1825—1827 годах — А. А. Воейкова, в середине 1840-х годов — В. Ф. Одоевский. С 1857 по 1877 год в здании жил Н. А. Некрасов, по инициативе Бильбасовой мемориальная доска об этом была установлена в 1905 году. В 1858—1859 годах в одной из квартир жил Н. А. Добролюбов, в 1857—1862 годах — И. И. Панаев с женой А. Я. Панаевой, в 1866—1867 годах в одном из дворовых флигелей снимал комнату Г. И. Успенский, среди жильцов были В. Р. Зотов, Г. З. Елисеев, Е. И. Утин, Н. Н. Фигнер, Н. И. Пирогов. В 1878 году в бывшей квартире Некрасова жил П. Н. Яблочков, и она стала одной из первых освещённых электричеством квартир. Учитывая характер занятий владельцев и жильцов, в доме собирались и другие известные актёры и писатели.
В 1946 году в доме открылся музей-квартира Некрасова. К 1985 году под него был отведён весь второй этаж здания.
Название дома в городском фольклоре — «Пять Николаев», по числу мемориальных досок (Некрасов, Чернышевский, Добролюбов, Пирогов, Фигнер).